# San Francisco del Rincón
San Francisco del Rincón is een stad in de Mexicaanse deelstaat Guanajuato. De plaats heeft 68.282 inwoners (census 2005) en is de hoofdplaats van de gelijknamige gemeente.
De plaats is gesticht in 1607. In de jaren zestig was San Francisco berucht vanwege de seriemoordende zusters Delfina en María de Jesús González die hier een bordeel hadden. Vandaag de dag is San Francisco del Rincón vooral bekend als de woonplaats van Vicente Fox, president van Mexico van 2000 tot 2006, die hier zijn ranch San Cristóbal heeft.